# Teletris
Teletris è stato un programma televisivo a quiz trasmesso dal 1962 al 1964 e condotto prima da Roberto Stampa e poi da Silvio Noto. Alla regia televisiva si sono alternati Vittorio Brignole, Maurizio Corgnati e Piero Turchetti.
Trasmesso sulla Rete Nazionale (Rai 1), andò in onda dal 3 dicembre 1962 al 26 marzo 1963 al lunedì in orario di prime time (ore 21:05); un secondo ciclo andò in onda dal 27 aprile 1963 al 9 maggio 1964 al sabato pomeriggio alle ore 18, inserito cioè nella fascia della tv dei ragazzi.

## Regolamento
La trasmissione era l'edizione italiana di un programma trasmesso negli USA dalla NBC e chiamato Tic-Tac-Dough. In pratica era basato sul gioco del tris, ma per potere inserire la croce o il cerchietto nella casella bisognava rispondere ad una domanda.

## Telebum
Nel 1965 il programma venne rinnovato e fu chiamato Telebum. La conduzione restò affidata a Silvio Noto, mentre la regia passò a Fernanda Turvani. Cambiò anche il meccanismo del gioco: i ragazzi dovevano rispondere alle domande ed estrarre dei gettoni, allo scopo di raggiungere un punteggio prefissato senza oltrepassarlo.
Telebum andò in onda per una sola stagione.